# Мар'їне (Джанкойський район)
Ма́р'їне (крим. Maryine) — село Джанкойського району Автономної Республіки Крим. Населення становить 759 осіб. Орган місцевого самоврядування — Лобанівська сільська рада. Розташоване в центрі району.

## Географія
Мар'їне — село в центральній частині району, у степовому Криму, у верхів'ї одної з маловодних балок, що впадають в Сиваш, висота над рівнем моря — 23 м. Сусідні села: Жилине за 3 км на північ, Орденоносне за 1,2 км на схід і Ярке за 2,5 км на південь . Відстань до райцентру — близько 8 кілометрів на схід, там же найближча залізнична станція.

## Історія
Про утворення поселення є дані, що це сталося в 1837 році — поміщик Мирнов, перший власник Мирнівки, заснував його і назвав на честь хрещениці Мар'яни , хоча відомо, що сучасне село знаходиться на місці старовинного села Аджай, чия назва волею історії, у вигляді Аджай-Кат, «дісталася» іншому населеному пункту. Але вже на триверстовій мапі 1865 року там же позначений, мабуть, згаданий вище панський двір.
Відповідно до доступних історичних документів, Мар'їне виникло в самому кінці XIX століття, оскільки вперше в достовірних джерелах зустрічається в  «…Пам'ятній книзі Таврійської губернії за 1900 рік», згідно з якою в економії Мар'їне Богемської волості Перекопського повіту значилося 88 жителів в 4 дворах.
В Статистичному довіднику Таврійської губернії 1915 року, у Богемській волості Перекопського повіту значаться вже село і економія Мар'їне .
Після встановлення в Криму Радянської влади, за постановою Кримревкома від 8 січня 1921 року № 206 «Про зміну адміністративних кордонів» була скасована волосна система і в складі Джанкойського повіту був створений Джанкойський район. У 1922 році повіти перетворили в округи. 11 жовтня 1923 року, згідно з постановою ВЦВК, в адміністративний поділ Кримської АРСР були внесені зміни, у результаті яких округу були ліквідовані, основною адміністративною одиницею став Джанкойський район і село включили до його складу. Згідно Списку населених пунктів Кримської АРСР за Всесоюзним переписом від 17 грудня 1926 року, Мар'їне було центром Мар'їнської сільради Джанкойського району . Мабуть, на виконання указу Президії Верховної Ради УРСР «Про укрупнення сільських районів Кримської області», від 30 грудня 1962 року  сільраду скасували і село включили до складу Лобанівської сільради.